# 荒井賢太
荒井 賢太（あらい けんた、1990年4月12日 - ）は、日本の元子役、元俳優。千葉県出身。テアトルアカデミー出身。

## 出演

### テレビ
- 日本一短い母への手紙
- ぼくらの勇気 未満都市（1997年）- ナイキ 役
- 星獣戦隊ギンガマン（1998年）- 少年時代のハヤテ 役
- 救急戦隊ゴーゴーファイブ 第23話（1999年） - 佐伯実加雄 役
- 警部補 佃次郎第7作「ここだけの話」（1999年3月9日）- 久保武 役
- 君の手がささやいている4（2000年） - 川崎俊太 役
- 氷点2001（2001年） - 少年時代の辻口徹 役
- 女と愛とミステリー 人間の証明2001（2001年）
- ウルトラマンコスモス 第5話「蛍の復讐」・第12話「生命（いのち）の輝き」（2001年） - 少年時代のフブキ 役
- ドラゴン桜 第5話（2005年）
- 金曜時代劇 御宿かわせみ（2005年）
- パズル（2007年） - 立花義寛 役
- プロポーズ大作戦（2007年） - クラスメイト 役
- おいしいごはん 鎌倉・春日井米店 第1話（2007年）

### 映画
- 菊次郎の夏（1999年） - 福永祐二 役
- AIKI（2002年） - 石川健 役

### Vシネマ
- ウルトラセブン ネバーランド - 超能力少年 役
- 玄海血風録 - 武士（幼少） 役

### 教育映画
- 走れタンコロひかりのなかへ - 仁田友彦 役
- やくそく

### CM
- バンダイ ワンダースワン〜デジモンメドレー〜
- 中部テレメッセージ
- マリオゴルフ64〜ベタピンショット〜
- ゼルダの伝説 任天堂

### 広告
- トンボ学生服

### VP
- フィデリティ投信 - 拓也 役
- 悲しみは消えない〜飲酒運転の罪と罰〜 - 山崎大輔 役
- 建設省 - 聡 役

### PV
- 安倍麻美シングルCD 「空の記憶」- 小林先輩 役